# Karner (Unserfrau)

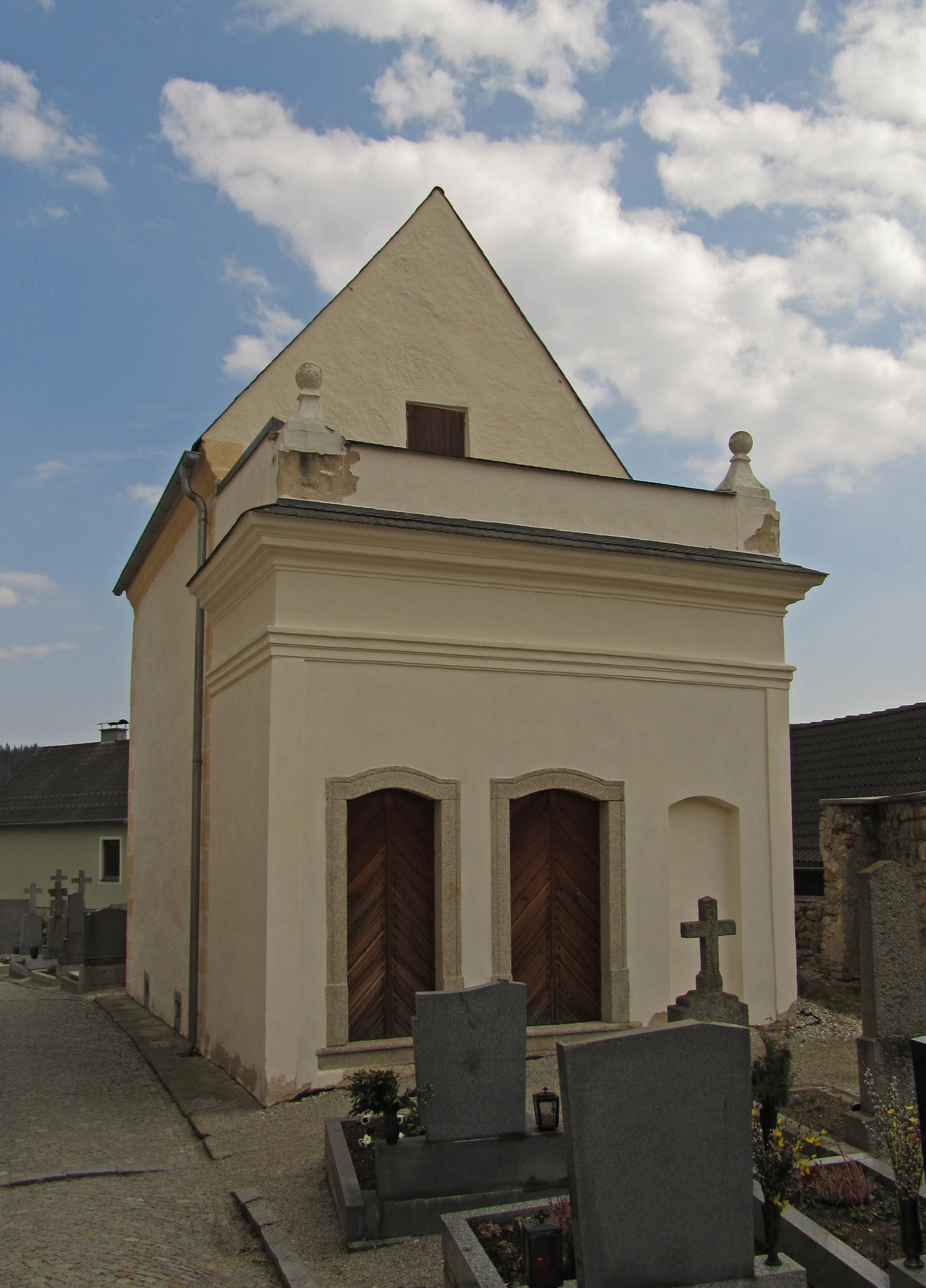
Karner in Unserfrau

Der Karner (auch: Ursprungskapelle) in Unserfrau in Niederösterreich befindet sich am Friedhof südlich der Pfarrkirche Mariä Geburt. Er wurde gegen Ende des 12. Jahrhunderts errichtet. Um 1783–1843 diente er als Gruftkapelle der Familie Fürstenberg. Der Karner steht unter Denkmalschutz (Listeneintrag).
Der Bau besteht aus einem romanischen Apsidensaal mit einem Satteldach über barockem Abschlussgesims und einem tonnengewölbten Gruftuntergeschoß. Innen befinden sich ein zweijochiges, verschliffenes Kreuzgratgewölbe, südseitig zwei Spitzbogenfenster und in der eingezogenen Halbkreisapsis ein vermauertes Maßwerkfenster mit Dreipassbogen. Der barocke Vorbau mit Abgang zur Gruft stammt aus der zweiten Hälfte des 18. Jahrhunderts. Dieser verfügt über Flachbogenportale und eine Attika mit Kugelpyramiden.
Die einheitliche Wandmalerei des Kapellenraumes stammt aus der Zeit um 1520 und wurde 1962 wieder aufgedeckt. Gewölbe und Wand sind durch fleischige Ranken verschliffen und in der Sockelzone durch gemalte Tuchbehängung verziert. An den Wänden sind zum Teil szenische Darstellungen zu sehen: im Westen das jüngste Gericht, im Norden Wunderheilung und Exorzismus durch einen Heiligen Bischof; im Osten über dem Apsisbogen ein Vera Ikon und seitlich die Heiligen Dionysius und Michael; im Süden die Heiligen Ägidius, Antonius Eremita, Rochus und Petrus am Himmelstor. In der Apsis sind Christus und die Apostel am Ölberg abgebildet. Außerdem gibt es dort Brandspuren und die vermutlich protestantische Inschrift GGG 1571. In den Gewölbezwickeln sind David, Jesaja, Daniel und Jeremia aus Ranken hervorwachsend dargestellt. In der Gewölbemitte befindet sich ein Schmerzensmann-Bildnis.